# Ojojona
[[]]
Ojojona o San Juan de Ojojona es un municipio del departamento de Francisco Morazán en la República de Honduras. Se ubica a 32 km al sur de la capital Tegucigalpa. Cuenta con 36 edificios históricos, algunos de los cuales datan de la época colonial, como la Iglesia de San Juan Bautista (ca. 1823), el excabildo municipal o Casa Consistorial y la casa de Pablo Zelaya Sierra. También tiene un pasado minero, cuyo centro de extracción de plata se ubicó en la aldea de Guazucarán. 
En su territorio existen grutas, cascadas y abrigos rocosos aptos para el senderismo y el turismo. Ojojona también es famoso por su pujante industria alfarera. Actualmente cuenta con más de 150 puestos de alfarería. En esta comunidad nacieron el pintor nacional José Pablo Zelaya Sierra y el compositor Francisco Ramón Díaz Zelaya y otros personajes famosos dentro de la historia de Honduras.

## Toponimia

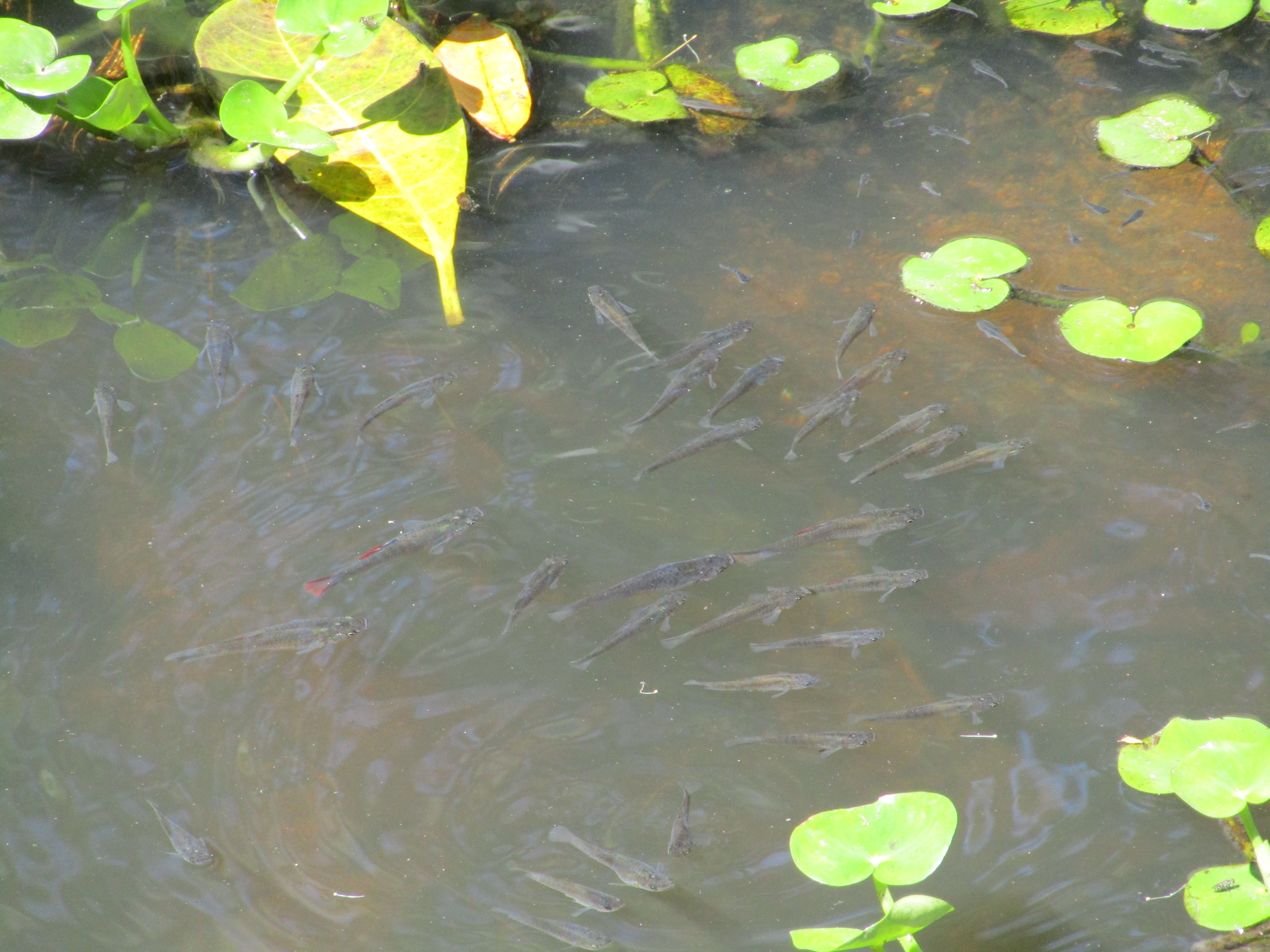
El nombre del pueblo proviene de la castellanización de un palabra derivada del náhuatl que vendría a significar ‘Agua verdosa’, en alusión a los ríos cerca de la zona.

En documentos sobre la Historia de Ojojona, los autores coinciden en que su nombre significa «Lugar de agua verdosa». (Membreño, A. 1994, p. 162). Estudios sobre toponimias indígenas de Honduras explican la estructura gramatical del nombre de la manera siguiente: «…En la geografía de Velazco está escrito Xoxonal, y todavía el pueblo pronuncia Jojona. Significa en Nahualt -agua verdosa-. Se compone de xoxonqui, verdoso, y alta agua...» (1994, p.162).
En las primeras crónicas del período colonial nombraban al lugar Xoxonal, Xoxona o Joxone. A principios del siglo XVIII, la documentación hace referencia a Ojojona y a San Juan de Ojojona, nombres utilizados en la actualidad. Es probable que con el paso del tiempo estos calificativos se fueran “transformando” hasta llegar al de Ojojona.

## Límites
Está situado en una pequeña meseta en el descenso del Cerro de Hula, al pie de la Montaña de Payagoagre.
| Orientación | Límite                                           |
| ----------- | ------------------------------------------------ |
| Norte       | Municipio de Distrito Central, Francisco Morazán |
| Sur         | Municipio de Sabanagrande, Francisco Morazán     |
| Sur         | Municipio de Reitoca, Francisco Morazán          |
| Este        | Municipio de Santa Ana, Francisco Morazán        |
| Este        | Municipio de Sabanagrande, Francisco Morazán     |
| Oeste       | Municipio de Lepaterique, Francisco Morazán      |
| Oeste       | Municipio de Reitoca, Francisco Morazán          |

Tiene una extensión territorial de 259,64 km².
El Municipio de Ojojona se encuentra a 34 km al sur de la ciudad de Tegucigalpa, M.D.C. y ofrece una interesante variedad de alfarería y artesanías en barro y madera. Se encuentra a 7 km de la Carretera Panamericana que se dirige hacia el sur.

## Historia

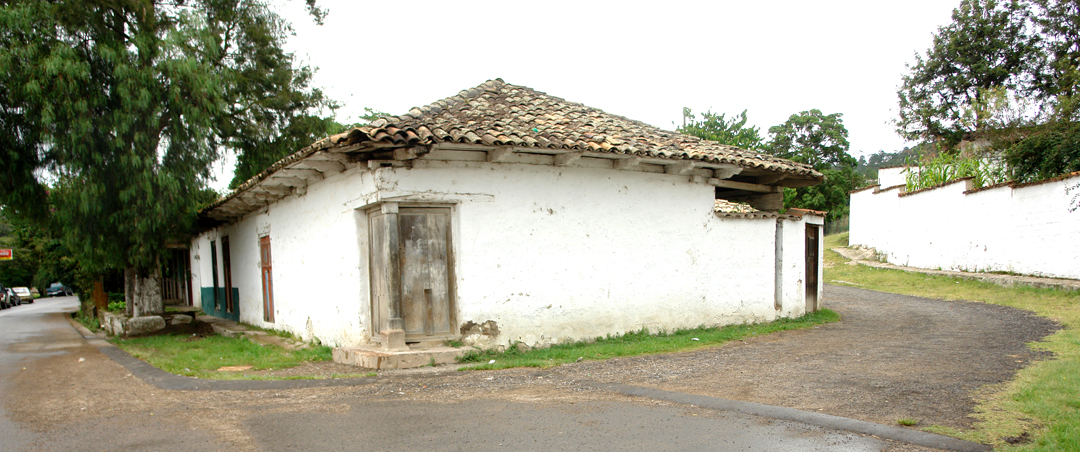
Una de las calles del Pueblo.

En 1579, fue fundado por mineros españoles dedicados a los trabajos de las minas de oro y plata de la zona.
En 1739 ya aparecen títulos de tierras del Pueblo de Ojojona.
En 1791, en el recuento de población de 1791, figura como cabecera de curato.
En 1889, en la División Política Territorial de 1889, era un municipio del Distrito de Sabanagrande.
El Centro Histórico de la cabecera municipal de San Juan de Ojojona fue decretado Monumento Nacional por el Congreso Nacional de la República, a través del Decreto No. 155-96, publicado en el diario Oficial La Gaceta en noviembre de 1996.
A partir de esta declaratoria, la protección y valorización de su patrimonio histórico-cultural ha tomado interés nacional, por lo que sus autoridades con apoyo de la cooperación internacional han desarrollado programas y proyectos para su revalorización, contribuyendo así al desarrollo de más de 6,607 pobladores del área rural y 4,867 del área urbana. (INE, 2020).

## Turismo

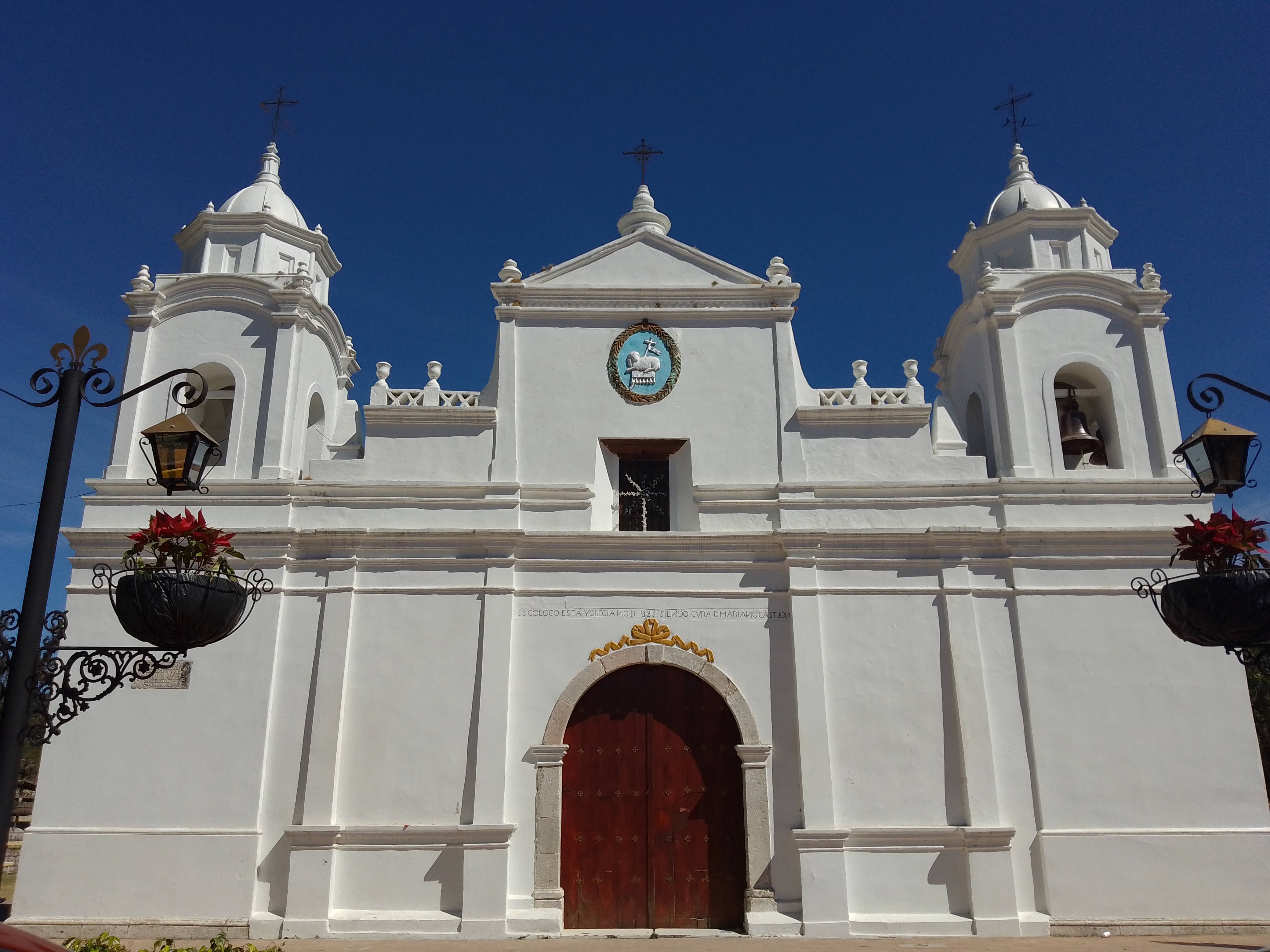
Iglesia San Juan Bautista funciona a día de hoy como parroquia.

### Mirador de El Ocotillo
Es una loma llena de pinos en las afueras del pueblo donde se tiene una vista maravillosa y se puede visualizar el pueblo desde lo alto o tener un día de campo.

### Abrigos rocosos de Pueblo Viejo
Están ubicados a unos ocho kilómetros del Centro Histórico de Ojojona. Además, existe una cueva natural de regular profundidad.

### Cruz de los Milagros
Es un monumento que se conserva de los antepasados y sirven como un punto de reunión de largas caminatas que realizan los fieles y creyentes.

### Bocaminas de Guazucarán
Fueron explotadas por españoles e irlandeses. Históricamente se ha dicho que el arquitecto Ladislao Valladares diseñó el primer boceto de nuestro Escudo Nacional y que en él incluyó las bocaminas de Guazucarán, sin embargo, todavía no se han logrado obtener argumentos que sustenten esta teoría.

### Rancho del Chilate
Es un pequeño caserío donde se mantiene la tradición del almuerzo campestre, el chilate y las rosquillas en miel. Aquí se celebran actividades del Guancaso entre Ojojona y Lepaterique con una lunada y el almuerzo campestre.

### Casa Pablo Zelaya Sierra

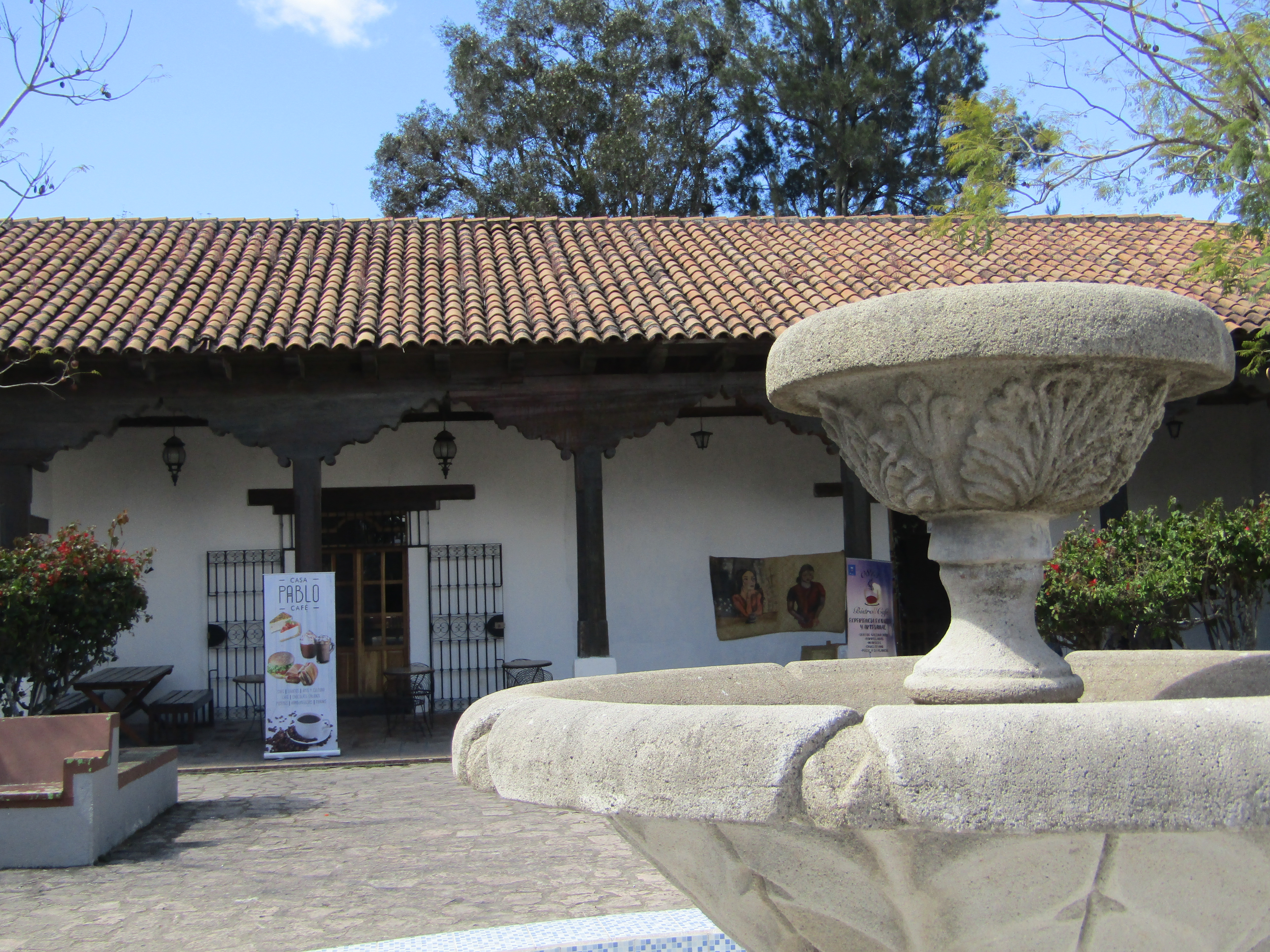
Casa Pablo Zelaya.

En este lugar funcionó desde la década de los 80 hasta entrado el siglo XXI un museo, pero en 2001 un incendio consumió el inmueble. En 2007 se restauró siguiendo un buen criterio arquitectónico. En la actualidad, la parte privada de la casa es utilizada como café y centro cultural; en la otra funciona actualmente la Escuela Taller que impulsa Coneanfo.

### Villa Trinidad
Casa donde fue capturado el General Francisco Morazán en el año de 1827. Actualmente puede visitar y conocer a detalle la historia de este lugar y disfrutar de Luna Lenca restaurante-café: comida tradicional y café cosechado en las montañas de Ojojona.

### Inmuebles patrimoniales

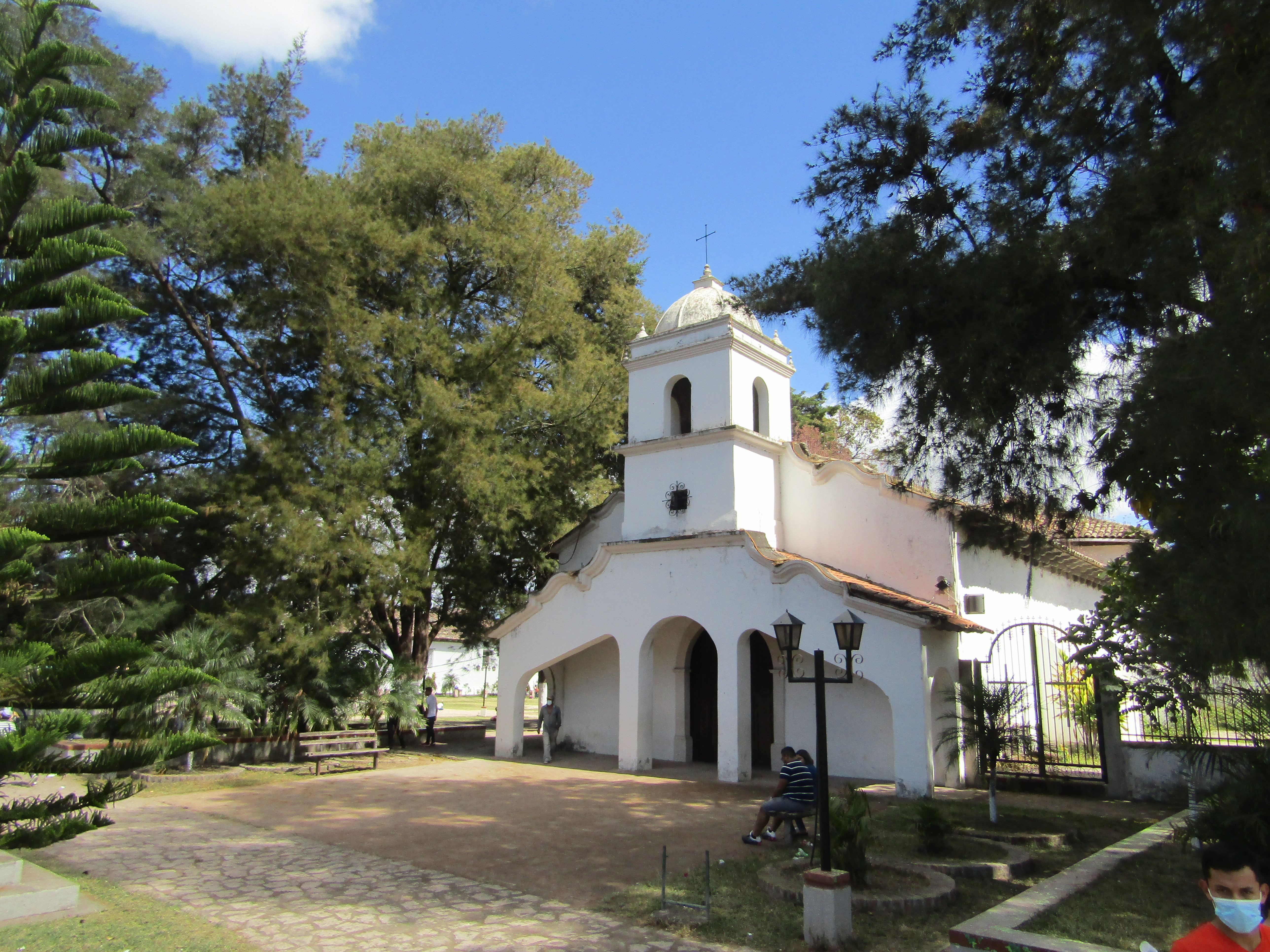
Iglesia de nuestra señora del Carmen.

En el Centro Histórico de Ojojona existen 36 inmuebles patrimoniales que datan desde el siglo XVII. Entre ellos se pueden mencionar la Casa Consistorial, la Casa Cural, la Casona de Pancha Martínez, la Iglesia Nuestra Señora del Carmen, la Iglesia San Juan Bautista cuya construcción inició en la segunda mitad de 160, Villa Trinidad, etcétera.

### Guancasco entre Ojojona y Lepaterique
El Guancasco es una manifestación de hermandad entre dos pueblos, en este caso entre Ojojona y Lepaterique. Esta antigua celebración es conocida como Paisanazgo: «Encuentros recíprocos realizados entre dos pueblos con la participación de sus habitantes y líderes naturales, religiosos y políticos de ambas comunidades, con el propósito de reafirmar los lazos de amistad o reconciliar sus divergencias» (Revista Mesoamérica, 1987, año 8, p. 13).
El Paisanazgo se da inscrito como forma de expresión dentro de los acontecimientos que regulan las relaciones permanentes entre estos pueblos y cuyas actividades culminantes abren y cierran los ciclos vitales de las festividades en honor a cada uno de los santos patrones de los respectivos pueblos.
En la actualidad, el Guancasco continúa siendo una manifestación que representa un orden histórico y social, mediante el cual se interioriza, se reproduce y se vive la cultura local. Es parte importante de la identidad del municipio, por tanto, puede considerársele un espacio de memoria colectiva y símbolo de resistencia cultural.

### Feria Patronal
Feria Patronal: El 19 de enero, día de San Sebastián.
Feria Patronal: El 24 de junio, día de San Juan Bautista.

## División Política
Aldeas: 10 (2013)
Caseríos: 133 (2013)
| Código | Aldea                               |
| ------ | ----------------------------------- |
| 081301 | Ojojona (la cabecera del municipio) |
| 081302 | Aragua                              |
| 081303 | El Aguacatal                        |
| 081304 | El Círculo                          |
| 081305 | El Jícaro                           |
| 081306 | Guasucarán                          |
| 081307 | Güerisne                            |
| 081308 | Santa Cruz                          |
| 081309 | Saracarán                           |
| 081310 | Surcos de Caña                      |

## Personas destacadas
Siendo Jefe del Estado de Honduras don Dionisio de Herrera, se decretó la creación del Escudo del Estado de Honduras en 1825, debido a que las declaradas Provincias Unidas de Centroamérica usaban el escudo de la Nueva España. La labor de crear el emblema nacional de Honduras, recayó sobre el señor Ladislao Valladares, uno de los hijos ilustres de Ojojona.
| Nombre                      | Mérito                                         |
| --------------------------- | ---------------------------------------------- |
| Ladislao Valladares         |                                                |
| Pablo Zelaya Sierra         | Pintor nacional                                |
| Francisco Ramón Díaz Zelaya | Compositor y músico                            |
| Guillermina Cerrato         | Contribuyó a consolidar la historia del pueblo |
| Samuel Valladares           | Contribuyó a consolidar la historia del pueblo |

## Hermanamientos
- Toconao, Chile.